# Daniel Cajanus

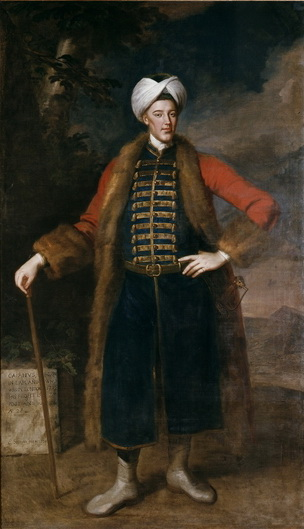
Daniel Cajanus (Gemälde von Enoch Seeman, 1734)

Daniel Cajanus (* 1704 in Paltamo; † 27. Februar 1749 in Haarlem) war mit etwa 234 Zentimetern Körperlänge einer der größten Menschen seiner Zeit.

## Herkunft
Daniel Cajanus wurde geboren in dem zu seiner Zeit schwedischen Ort Paldamo, heute Paltamo, Finnland. Sein Vater, Anders Cajanus, war Geistlicher und stammte aus einer angesehenen Familie. Zu seinen Vorfahren gehörte der Admiral Nils Svensson von Hevonpää, der unter Erik XIV. den Namen Gyllenhierta annahm. Einer der Enkel dieses Admirals, Anders Eriksson Gyllenhierta, wurde Gouverneur der Provinz Kajana; drei seiner Söhne nannten sich nach dieser Provinz jeweils Cajanus. Ein anderer Sohn des Gouverneurs, Jeremias Gyllenhierta, verzichtete auf diese Umbenennung. Jeremias Gyllenhierta wurde Amtsrichter in Paldamo, ebenso sein ältester Sohn Alexander. Dessen zweiter Sohn, Anders, der der Vater des Riesen Daniel werden sollte, nannte sich wie zahlreiche seiner Verwandten Cajanus. Anders Cajanus heiratete die Tochter eines Kollegen, Anna Sculptorius, mit der er sechs Söhne und zwei Töchter bekam. Obwohl Anders Cajanus im Jahr 1710 seines Amtes enthoben wurde – unter anderem hatte er heidnische Amulette an seinen Fischnetzen angebracht, um den Fang zu beeinflussen –, erhielt Daniel Cajanus eine solide schulische Ausbildung.

## Leben
Um 1723 muss Daniel Cajanus sein Heimatland verlassen haben. Einer alten Überlieferung nach ging er zunächst an den Hof Friedrich Wilhelms I. in Preußen, um sich dessen Langen Kerls anzuschließen, wurde aber wegen zu erheblicher Größe abgelehnt: Er hätte die anderen Soldaten um Haupteslänge überragt. In dieser Zeit soll sein Porträt gemalt und in einer Bildergalerie in Potsdam aufgehängt worden sein. Nach einem bizarren und illegalen Wettkampf, bei dem ein Mann zu Tode gekommen sein soll, soll Daniel Cajanus dann aus Preußen geflohen sein.
Diese Berichte sind aber nicht gesichert. Dagegen kann man davon ausgehen, dass Cajanus sich eine Zeitlang am Hof des Königs August II. von Polen aufgehalten hat und der polnischen Kavallerie angehörte, weshalb er auch später noch häufig seine polnische Uniform trug.
1733 starb August II. Möglicherweise bereiste Daniel Cajanus Deutschland, Holland oder andere europäische Länder, ehe er Anfang 1734 in London auftauchte. Dort trat er zunächst im Drury Lane Theatre in dem Theaterstück Cupid and Psyche auf. Auch nach seinen diversen Auftritten auf der Bühne blieb er in London und zeigte sich für Geld. Der Erfolg lockte auch einen seiner Brüder nach London, der ebenfalls auf der Bühne auftrat. Er spielte den Captain Bully in dem Stück Britannia und war damit recht erfolgreich. Der Londoner Schauspieler John Rich versuchte ebenfalls von Cajanus’ Popularität zu profitieren und spielte in einer Burleske eine riesenhafte Schwester des Daniel Cajanus.
Während seiner Zeit in London wurde Daniel Cajanus zweimal von Enoch Seeman gemalt. Während sich eines dieser Bilder heute in Privatbesitz befindet, ist das andere seit 1975 im Besitz des Finnischen Nationalmuseums in Helsinki.

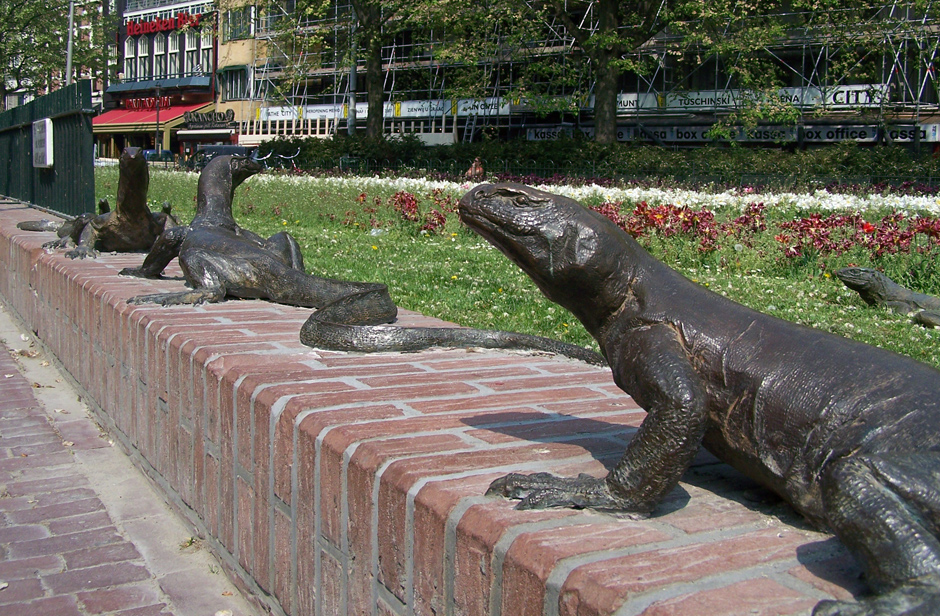
Erinnerung an den Blauw Jan

Nach seinem ersten Besuch in London ließ sich Daniel Cajanus für längere Zeit in Amsterdam nieder. Er lebte dort im Blauw Jan, einem bekannten Etablissement, in dem sich Kuriositätenhändler und Fachkundige für exotische Tiere zu treffen pflegten. 1735 stellte Daniel Cajanus sich fünfzehn Tage lang im Hôtel de la Porte Royale in Paris aus und wurde auch von Ludwig XV. empfangen, doch sein ständiges Quartier von 1735 bis 1741 blieb der Blauw Jan, wo er vor dem Kaminfeuer zu sitzen und Schach zu spielen pflegte. Evert Metz, der Besitzer des Blauw Jan, zeigte neben dem schwedischen Riesen auch andere „Exoten“ wie etwa Kleinwüchsige, Eskimos, siamesische Zwillinge etc. 1737 wurde der Blauw Jan von dem Ehepaar Bergmeyer übernommen, was aber in Cajanus’ Leben offenbar zu keinen großen Änderungen führte.
In seiner Zeit in Amsterdam versuchte sich Daniel Cajanus auch als Geldverleiher, hatte in diesem Beruf aber viel Pech. Im Oktober 1741 schloss er deshalb wieder einen Kontrakt ab, nach dem er sich gegen Geld in London zu zeigen hatte; eine Tour nach Oxford und in andere Städte schloss sich an. 1742 wurde er als ein Fall von Gigantismus in der Royal Society vorgestellt. Er wurde damals unter anderem von James Douglas, James Parsons und William Nourse untersucht. Cajanus verbreitete damals die Lüge, er sei ein Bruder des 1734 in London erschienenen riesigen Herrn Cajanus; es wurde jedoch schnell bekannt, dass es sich um ein und dieselbe Person handelte.
Während seines zweiten Londoner Aufenthalts hatte Cajanus Kontakt mit Thomas Boreman, der die Kinderbuchreihe Gigantick Histories herausbrachte. Boreman schrieb für diese Reihe auch eine Biographie des Riesen Cajanus unter dem Titel The History of Cajanus, the Swedish Giant, from his Birth to the Present Time. Zwei Exemplare dieses Buches sind in der Houghton Library der Harvard University und in der Library of the Society of Antiquaries in London erhalten. Ob der amerikanische Bibliophile Wilbur Macey Stone, der behauptete, einen kompletten Satz der Gigantick Histories zu besitzen, die Wahrheit gesagt hat, ist bis heute nicht erwiesen.

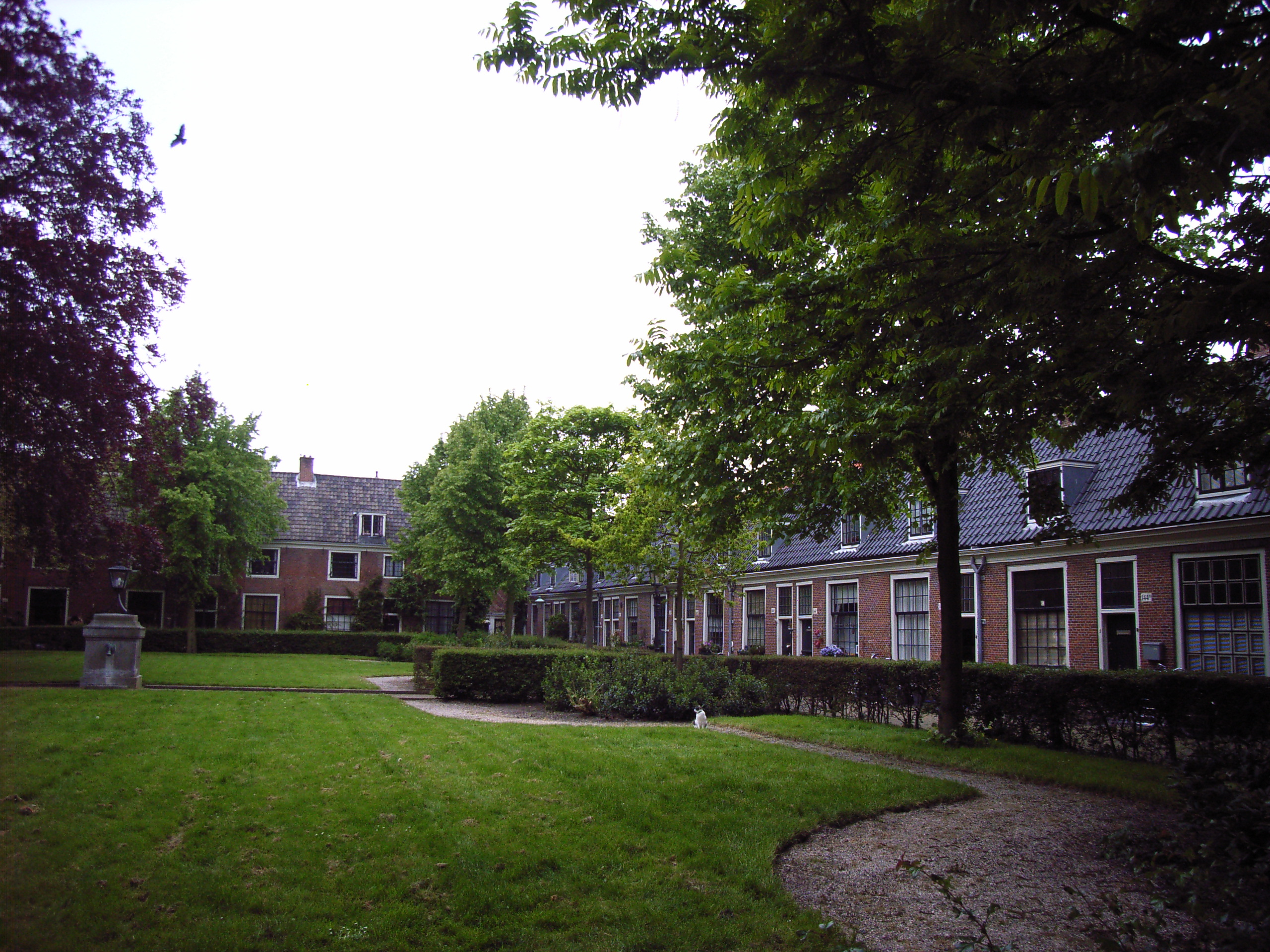
Häuser des Proveniershuis in Haarlem

1745 zog Daniel Cajanus nach Haarlem. Er kaufte sich dort im Proveniershuis ein, einer Kombination aus Hotel, Hospital und Altersheim, speziell für Soldaten. Zwar zeigte er sich 1747 und 1748 nochmals im Blauw Jan, doch blieb das Proveniershuis von Haarlem sein bevorzugter Wohnsitz.
Schon bei seinem Erscheinen vor der Royal Society of London war festgestellt worden, dass Daniel Cajanus gesundheitliche Probleme hatte. Der niederländische Schriftsteller Jan Marchant, der Cajanus in Haarlem sah, überlieferte, dass der Riese Schwierigkeiten beim Gehen hatte. Offenbar rechnete Cajanus 1746 mit seinem baldigen Ende, denn er setzte im Juni dieses Jahres ein erstes Testament auf. Darin war verschiedenen Vertretern der Kirche – Cajanus war Lutheraner – eine Gabe zugedacht; der Rest des Geldes sollte unter Cajanus’ Geschwistern aufgeteilt werden. Drei Wochen nach der Abfassung dieses letzten Willens änderte Cajanus aber seine Beschlüsse und begünstigte nun einige engere Freunde; vor allem aber sorgte er für ein vornehmes Begräbnis in der Groot Sint Bavo Kerk vor.
Ab 1747 betätigte Cajanus sich auch als Schriftsteller. Er verfasste und veröffentlichte zwei lange Huldigungsgedichte. Im März 1748 zog Daniel Cajanus innerhalb des Proveniershuis um und bewohnte nun die Nummer 25. Dort starb er am 27. Februar 1749 nach längerer Krankheit. In den wichtigeren Zeitungen des Inlandes erschienen ebenso wie im London Magazine Berichte über sein Ableben. Dem Begräbnis, das so aufwendig gestaltet wurde, wie er es sich gewünscht hatte, wohnten mehrere tausend Menschen bei.

## Nach dem Tod

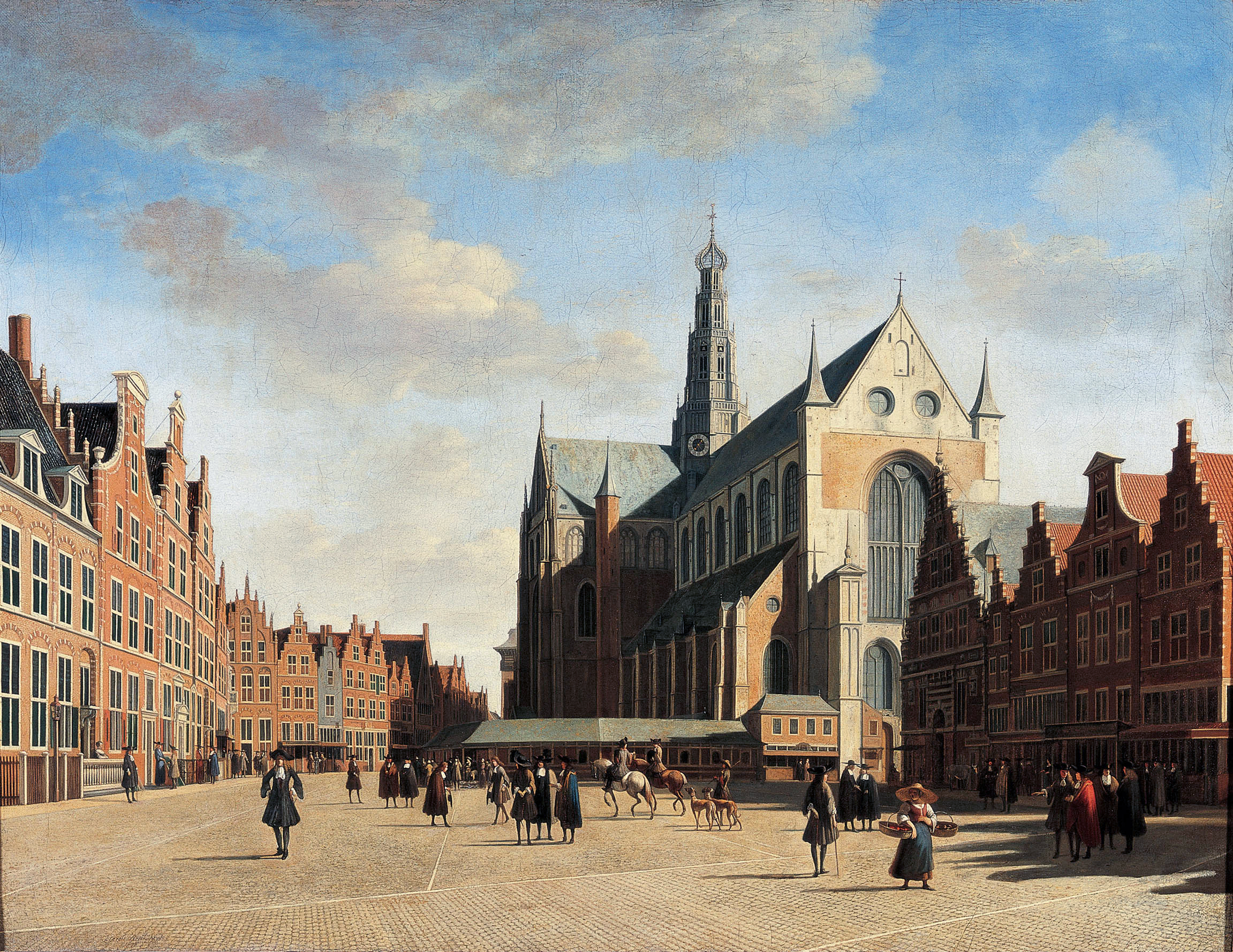
Die St.-Bavo-Kirche

Daniel Cajanus hatte sich eine Grabstätte innerhalb der St.-Bavo-Kirche gesichert, um sicherzustellen, dass sein Körper nach seinem Tod nicht unwürdig behandelt würde. Er fürchtete, dass bei einer Bestattung auf einem Friedhof Grabräuber den Leichnam stehlen würden und sein Skelett in einem Kuriositätenkabinett enden würde. Daher hatte er auch bestimmt, dass sein Grabstein weder Schmuck noch Inschrift tragen durfte. Dennoch ging seine Grabgruft im späten 18. Jahrhundert in den Besitz einer Familie Hodshon über – vielleicht, weil er sich das Recht auf diese Begräbnisstätte nur für eine bestimmte Zeit gesichert hatte, vielleicht auch, weil keine Nachfahren vorhanden waren, die hätten eingreifen können. Jedenfalls tauchten Teile seines Skeletts im 19. Jahrhundert in verschiedenen Museen in Leiden auf.
Heute befinden sich das Becken, die Schenkelknochen und andere Teile seiner unteren Extremitäten im Anatomischen Museum in Leiden – allerdings großenteils in Gestalt von Gipsabgüssen aus dem 19. Jahrhundert, während über den Verbleib der Originale nichts bekannt ist. Das Anatomische Museum Leiden besitzt auch Schuhe des Riesen. Weitere Schuhe und ein Hemd aus Cajanus’ Besitz befinden sich im Teylers Museum in Haarlem.

## Medizinisches

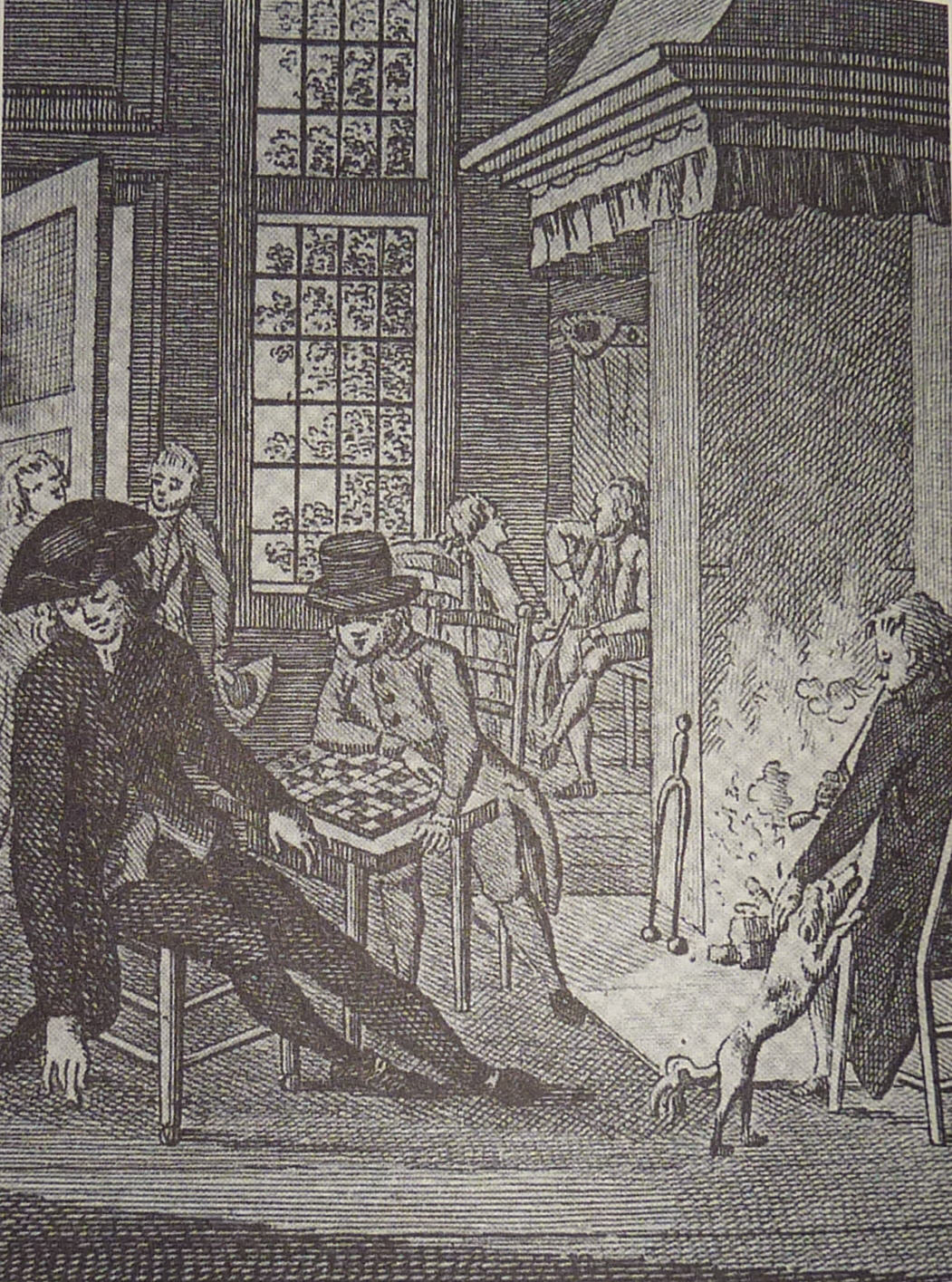
Daniel Cajanus im Blauw Jan. Er konnte Spielsteine vom Boden aufheben, ohne sich von seinem Stuhl beugen zu müssen.

Daniel Cajanus litt offenbar unter Riesenwuchs, der durch eine Fehlfunktion der Hypophyse ausgelöst wurde. Möglicherweise ging dieses Leiden mit Hypogonadismus einher. Die Tatsache, dass Cajanus’ Körperproportionen, insbesondere seine auffallend langen Arme, dem Typus des Eunuchen entsprachen, und sein offenbar geringes Interesse am anderen Geschlecht sprechen dafür.
Anlagen zum Riesenwuchs waren offenbar in Cajanus’ Familie verbreitet. Seine Schwester Agneta, die nach seinem Ableben nach Haarlem kam, um Nachlassfragen zu regeln, wird als auffallend große Frau geschildert. Ein entfernterer Verwandter, Israel Cajanus, hatte extrem große Hände und Füße, litt also wohl an Akromegalie.
Die Angaben über Daniel Cajanus’ wirkliche Größe schwanken ein wenig; was jedoch deutlich zu sein scheint, ist die Tatsache, dass er im Laufe seines Lebens schrumpfte. Untersuchungen der erhaltenen Skelettteile zeigten eine für den Gigantismus typische Erscheinung, die diese Schrumpfung erklärt: Die Überproduktion an Wachstumshormonen führt zu einer Verdickung der Knorpel, die allerdings im Laufe der Zeit stark abgenutzt werden. Daraus ergeben sich Symptome, die einer Osteoarthritis ähneln. Die Kondylen an Cajanus’ erhaltenen Knochen zeigen schwere Verschleißerscheinungen, die sowohl seinen Größenverlust als auch die Probleme, die er in fortgeschritteneren Jahren beim Gehen hatte, erklären.